# Porsche 64

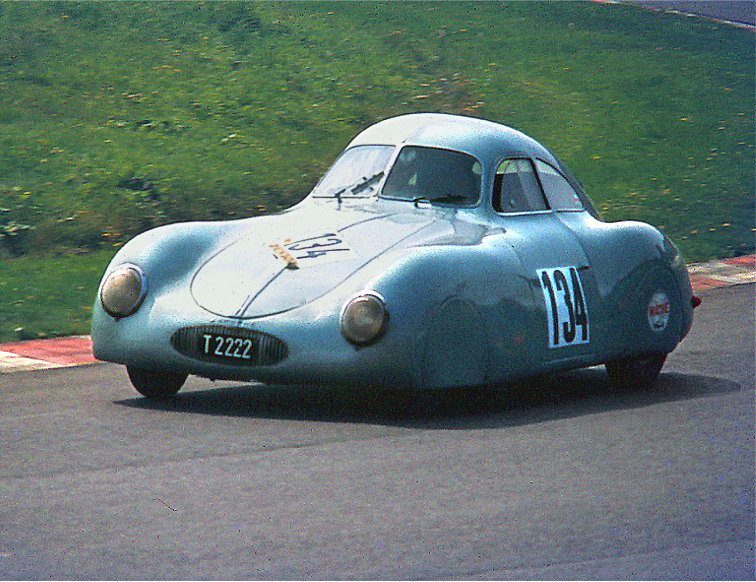
Porsche 64 на Нюрбургринге, 1981 год

Porsche Type 64 — автомобиль разработанный Фердинандом Порше для марафона Берлин — Рим (несостоявшегося из-за начала войны), но официально не выпускаемый под брендом немецкой компании Porsche. Надпись «Porsche» нанёс сам конструктор, после того, как спортивное купе перешло во владение семьи Порше. Автомобиль был изготовлен в количестве трёх экземпляров, а впервые представлен в 1939 году. Его обтекаемые формы, охлаждаемый воздухом двигатель с оппозитным расположением цилиндров в задней части кузова, неповторимый дизайн и мощный двигатель — всё это должно было позже относиться к знакам качества марки. Автомобиль был оснащён двигателем мощностью 40 (А по другим данным 50) лошадиных сил, что позволяло ему разгоняться до 160 км/ч.

## Интересные факты
- На сегодняшний день сохранился лишь один автомобиль, который принадлежал самому Фердинанду Порше.
- Фердинанд Порше продвигал идею ввести автомобиль в гонку Берлин-Рим как пиар-ход.